# Oecothea fenestralis
Oecothea fenestralis – gatunek muchówki z rodziny błotniszkowatych i podrodziny Heleomyzinae.
Gatunek ten opisany został w 1820 roku przez Carla Fredrika Falléna jako Leria fenestralis.
Muchówka o ciele długości od 2,5 do 5 mm. Policzki jej są w częściach środkowych w około połowie tak wysokie jak oczy złożone. Czułki mają trzeci człon z wyraźnym kątem koło wierzchołka. W chetotaksji tułowia występuje jedna pary szczecinek śródplecowych leżąca przed szwem poprzecznym. Przedpiersie jest nagie, a tarczka owłosiona. Kolce na żyłce kostalnej skrzydła są dłuższe niż owłosienie. Środkowa para odnóży ma na brzusznej stronie goleni ostrogi.
Larwy rozwijają się w norach. Owady dorosłe nierzadko spotykane są w mieszkaniach.
Owad prawie kosmopolityczny. W Europie znany z Portugalii, Hiszpanii, Andory, Islandii, Irlandii, Wielkiej Brytanii, Francji, Belgii, Holandii, Niemiec, Danii, Norwegii, Szwecji, Finlandii, Szwajcarii, Austrii, Włoch, Polski, Czech, Słowacji, Węgier, Rumunii, Łotwy i Rosji. W Azji sięga przez Bliski Wschód, Kaukaz, Syberię i Azję Środkową po Daleki Wschód. Ponadto znany z Ameryki Północnej, Nowej Zelandii i Chile w Ameryce Południowej.